# 1988 год в музыке

## События
- В Зал славы композиторов были включены Лерой Андерсон, Сэр Ноэл Кауард, Брайан Холланд, Ламонт Дозье и Эдвард Холланд младший
- 16 февраля — американский певец и актёр Билли Вера был удостоен звезды на голливудской «Аллее славы».

- 20—23 августа — группа «Земляне» выступила на Международном музыкальном фестивале в Сопоте, (Польша).[1]

- 4 декабря — певец Рой Орбисон дал свой последний концерт в городе Акрон, штат Огайо.
- Грейс Слик покинула группу «Starship».
- Группа «Ласковый май» начала свою сценическую карьеру.
- Начала концертную деятельность Янка Дягилева
- Распалась немецкая хэви-метал группа Warlock. Вокалистка Доро Пеш начинает сольную карьеру.
- Фронтмен Фиш (наст. имя — Дерек Уильям Дик) покинул британскую прогрессив-рок группу Marillion («Мариллион»).

## Образовавшиеся группы
- Anal Cunt
- Blur
- LFO
- The Smashing Pumpkins
- Nine Inch Nails
- Агата Кристи
- Би-2
- Високосный год
- Железный поток
- Коммунизм
- Король и Шут
- Ногу свело!
- Спасательный круг
- Tazenda
- Комбинация
- Ночная трость
- НАИВ
- Фристайл
- Интервью

## Продажи
- Самый продаваемый альбом в США (Billboard Top 200) — «Faith» (Джордж Майкл)
- Самый продаваемый сингл в США (Billboard Hot 100) — «Faith» (Джордж Майкл), второе место — «Need You Tonight» (INXS), третье место — «Got My Mind Set On You» (Джордж Харрисон)
- Самый продаваемый альбом в Великобритании — «Kylie» (Кайли Миноуг)
- Самый продаваемый сингл в Великобритании — «The Only Way Is Up» (Yazz)

## Награды
- «Грэмми» за альбом года — Джордж Майкл за «Faith»
- «Грэмми» за запись года — Бобби Макферрин за «Don’t Worry Be Happy»
- «Грэмми» за песню года — «Don’t Worry Be Happy»
- Brit Awards за лучшие британские записи: сингл — «The First of a Million Kisses» (Fairground Attraction), альбом — «Perfect» (Fairground Attraction)
- European Film Awards (первый приз за лучшую музыку) — Юрий Ханон за саундтрек к фильму «Дни затмения».
- Лучшие песни согласно журналу Rolling Stone — «Bring the Noise» (Public Enemy) и «Fast Car» (Трэйси Чэпмен)
- С песней «Радость и печаль», группа «Земляне» стала лауреатом Международного музыкального фестиваля в Сопоте, в августе 1988 года.[1]

### Зал славы рок-н-ролла
Исполнители:
- The Beach Boys (Алан Джардин, Майк Лав, Брайан Уилсон, Деннис Уилсон и Карл Уилсон)[2]
- The Beatles (Джон Леннон, Пол Маккартни, Ринго Старр и Джордж Харрисон)[3]
- The Drifters (Бен Кинг, Руди Льюис[англ.], Клайд Макфаттер, Джонни Мур[англ.], Билл Пинкни[англ.], Чарли Томас[англ.] и Герхарт Трэшер)[4]
- The Supremes (Флоренс Баллард, Дайана Росс и Мэри Уилсон)[5]
- Боб Дилан[6]

Раннее влияние:
- Лед Белли[7]
- Вуди Гатри[8]
- Лес Пол[9]

Неисполнители:
- Берри Горди-младший[10]

### Зал славы авторов песен
- Лерой Андерсон[11]
- Ламонт Дозье[англ.][12]
- Ноэл Кауард[13]
- Брайан Холланд[англ.][14]
- Эдди Холланд[англ.][15]

Награда Сэмми Кана за жизненные достижения:
- Дик Кларк[16]

Награда покровителю искусств:
- Мартин Сигал[англ.][17]

### Зал славы кантри
- Лоретта Линн[18]
- Рой Роджерс[19]

## Лучшие песни года
- «Мужчины», «Люди дорог» (группа «Земляне»)

## Родились
- 19 января — Алексей Воробьёв — российский музыкант, актёр, режиссёр.
- 22 января — Валерия Козлова — российская певица, актриса кино.
- 20 февраля — Рианна — американская R&B- и поп-певица и актриса барбадосского происхождения.
- 14 марта — Саша Грей — бывшая американская порноактриса и бывшая участница музыкальной группы aTelecine.
- 27 марта — Джесси Джей — британская певица и автор песен.
- 23 апреля  — Юлия Паршута — российская певица.
- 24 апреля — Юлианна Караулова — российская эстрадная певица.
- 27 апреля — Рома Англичанин (ум. 2017) — российский и белорусский рэпер, битмейкер, участник групп «ЛСП» и «Грязь».
- 5 мая — Адель — английская певица, композитор и поэт.
- 21 июня — Slim 400 (ум. 2021) — американский рэпер.
- 5 июля — Эрика Герцег — украинская певица, модель, солистка поп-группы «ВИА Гра».
- 7 июля — Илан Рубин — американский музыкант-мультиинструменталист, участник групп Lostprophets, Nine Inch Nails и Paramore.
- 8 сентября — Густав Шефер — немецкий музыкант, барабанщик группы Tokio Hotel.
- 2 октября — Юрий Каплан — украинский певец, поэт и композитор; лидер рок-группы «Валентин Стрыкало».
- 28 октября — Евгения Малахова—российская певица и актриса, бывшая солистка группы Reflex.
- 1 декабря — Зои Изабелла Кравиц — певица, модель, актриса.
- 14 декабря — Ванесса Энн Хадженс — американская актриса, певица.
- 27 декабря — Хейли Уильямс — вокалистка группы Paramore.

## Скончались
- 9 января — Гомбло  — индонезийский певец, музыкант и автор песен.
- 17 февраля — Александр Башлачёв (27) — поэт и исполнитель песен
- 6 марта — Константин Илиев (63) — болгарский дирижёр, композитор, музыкальный критик и педагог
- 7 марта — Дивайн (настоящее имя — Харрис Глен Милстед) (42) — американский актёр, певец и драг-квин
- 9 апреля — Дэйв Прэтер[англ.] (50) — американский певец и музыкант, участник группы Sam & Dave
- 13 мая — Чет Бейкер (58) — американский джазовый музыкант
- 25 июня — Хиллел Словак (26) — американский музыкант, гитарист группы Red Hot Chili Peppers
- 1 июля — Роберт Рифлинг (76) — норвежский пианист и педагог
- 20 августа — Леон Маколифф[англ.] (71) — американский музыкант, гитарист группы Bob Wills & His Texas Playboys
- 22 сентября — Режё Сугар (68) — венгерский композитор
- 8 октября — Эрнст Герман Майер (82) — немецкий композитор и музыковед
- 9 октября — Клифф Гэллап (58) — американский музыкант, гитарист группы The Blue Caps
- 23 ноября — Гамаль Абдель-Рахим (64) — египетский композитор, музыкальный педагог, музыковед, пианист
- 6 декабря — Рой Орбисон (52) — американский певец, музыкант и автор песен